# فيكتور كامبل

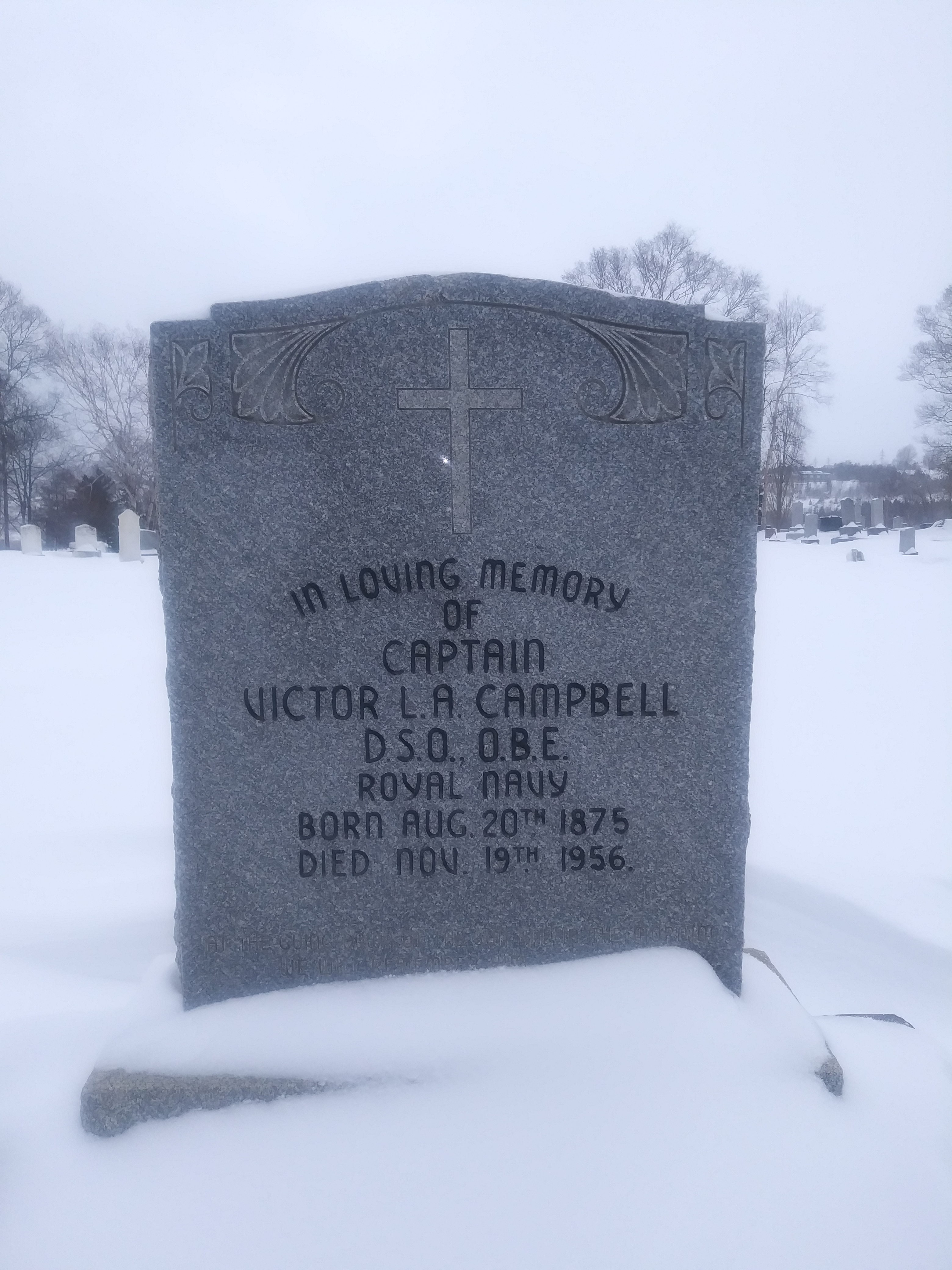
موقع قبر فيكتور كامبل في مقبرة كورنر بروك، جزيرة نيوفاوندلاند

فيكتور ليندسي أربوثنوت كامبل (بالإنجليزية: Victor Lindsey Arbuthnot Campbell)‏ (وُلد في سنة 20 أغسطس 1875 - وتوفي في 19 نوفمبر 1956) هو ضابط في البحرية الملكية الإنجليزية ومستكشف للقطب الجنوبي ومؤلف كتاب «البحَّار الأرعن».

## بعثة تيرا نوفا
شارك في عام 1910 في بعثة تيرا نوفا بصفة ضابط أول والتي قادها روبرت فالكون سكوت. بعد وصوله إلى القارة القطبية الجنوبية في يناير من عام 1911، تقلّد مهمة قيادة مجموعة شرقية مكونة من ستة رجال لاستكشاف وتنفيذ أبحاث علمية في شبه جزيرة الملك إدوارد السابع، صوب شرق الحاجز. في 26 يناير 1911، غادرت فرقة كامبل سفينة تيرا نوفا واتجهت شرقا. بعد أن فشل في العثور على موقع مناسب لرسو السفن على شاطئ أرض الملك إدوارد السابع، قرر كامبل الإبحار إلى أرض فيكتوريا. عند عودته باتجاه الغرب، التقت سفينة تيرا نوفا برحلة رولد أموندسن الاستكشافية في خليج الحيتان، وهو مدخل في الجدار الجليدي.
بعد العودة إلى خليج إيفانز وإبلاغ سكوت بموقع أموندسن، تم تغيير اسم فرقة كامبل إلى «الحزب الشمالي» وأبحرت مرة أخرى شمالًا ووصلت إلى الشاطئ في خليج روبرتسون، بالقرب من خليج أداري. قاموا ببناء كوخ وقضوا فصل الشتاء في خليج أداري ولكن بسبب ظروف الجليد البحري لم يتمكنوا من تحقيق الكثير من الاستكشافات الصيفية المأمولة. في يناير 1912، عادت سفينة تيرا نوفا من نيوزيلندا، ونقلت مجموعة كامبل وريموند بريستلي وجورج موراي ليفيك وجورج ب. جنوب خليج أداري و320 كيلومتر شمال غرب خليج إيفانز. لكن لم يكن لديهم طعام يكفيهم إلا لستة أسابيع وكونوا يهدفون لإكمال العمل الجيولوجي في غضون أسبوعين.

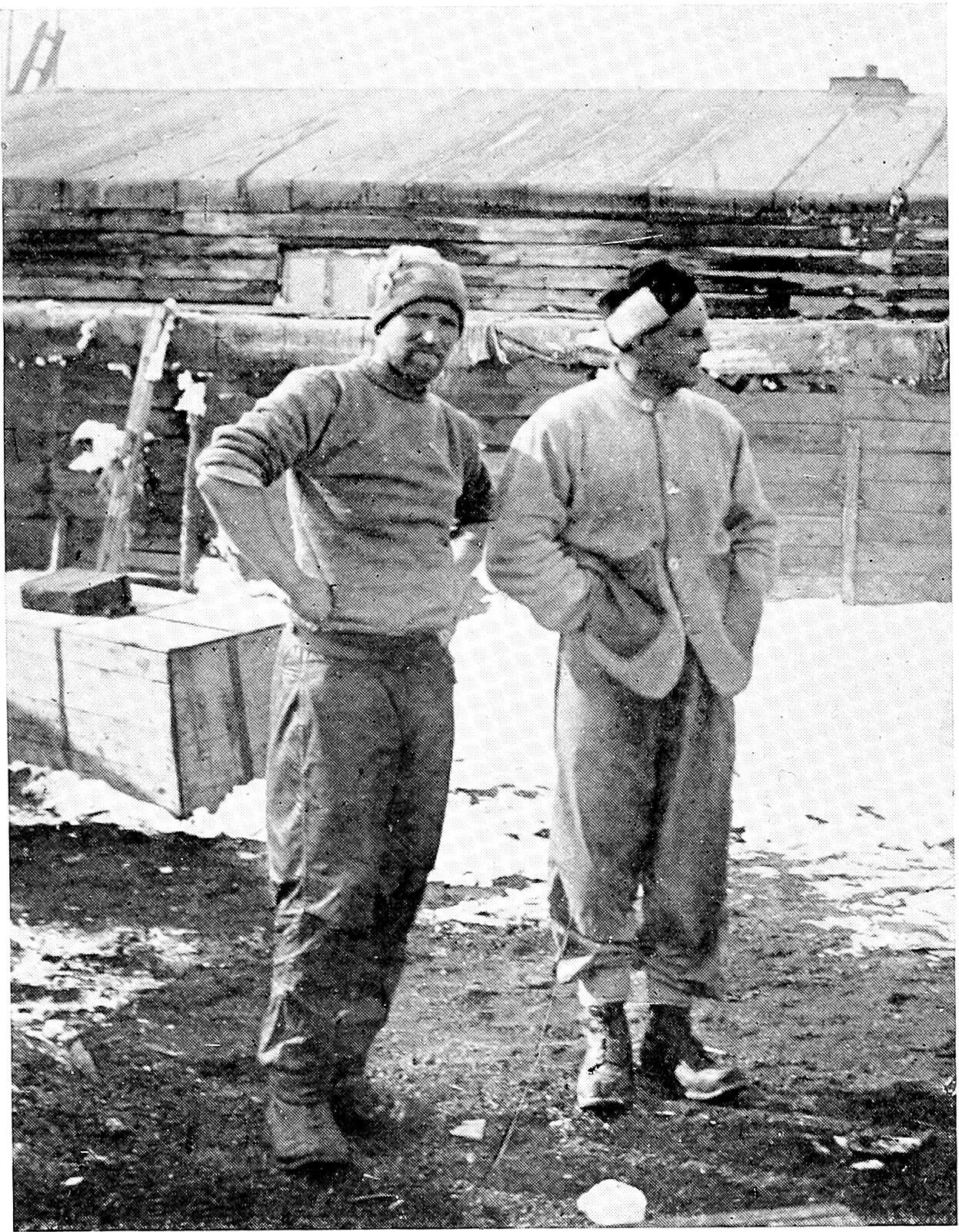

وبعد الانتهاء من العمل، تُركوا مع حصصهم الغذائية لمدة أربعة أسابيع تقريبًا. لم يكن من المتوقع أن تواجه السفينة مشكلة في الرسو بحسب ما اقتضت الخطة في فبراير، لكن سفينة تيرا نوفا لم تتمكن من الوصول إليهم بسبب الجليد الكثيف. لعدم قدرتهم على الاتصال بسفينتهم، اضطر أفراد الحزب الشمالي إلى مواجهة الشتاء في القارة القطبية الجنوبية مرة أخرى. أقام الحزب كهفًا جليديًا في جزيرة الصخور حيث أمضوا الشتاء في ظروف بائسة، وقد أكملوا ما خصهم من طعام بقتل الفقم نادرة الوجود وطيور البطريق. في 30 سبتمبر 1912، انطلقوا إلى خليج إيفانز، ووصلوا أخيرًا في 7 نوفمبر، بعد عبور أكثر من 320 كيلومتر من الجليد البحري. بعد أن علم بوفاة سكوت والحزب القطبي بأكمله تولى كامبل قيادة البعثة لأسابيعها الأخيرة بصفته الضابط البحري المخضرم الذي نجى.